# تل العويلي
تل العويلي هو تل أثري يقع في محافظة ذي قار، جنوب العراق، ويعتقد انه كان مستوطنة بشرية، حدثت عمليات التنقيب في الموقع بين عامي 1976 و1989 من قبل علماء الآثار الفرنسيين تحت إشراف جان لويس هووت، وكشفت الحفريات عن طبقات احتلال تسبق تلك الموجودة في إريدو، مما يجعله أقدم مستوطنة بشرية معروفة في جنوب بلاد ما بين النهرين الذس يعود الى الألفية 6 ق.م، يقع في مدينة لارسا الأثرية، قرب ناحية البطحاء.

## تاريخ البحث
تمت ملاحظة الموقع ومعاينته لأول مرة من قبل الباحث الفرنسي أندريه بارو، الذي كان يعمل في ذلك الوقت في لارسا القريبة. والتي جرت على موسمين حفريين صغيرين في 1976 و 1978، وبدأت أعمال التنقيب المنتظمة في عام 1981. وبعدها جرت أربعة مواسم أخرى في كل سنة غير متساوية حتى عام 1989. قاد جميع الحفريات عالم الآثار الفرنسي جان لويس هووت.

## الموقع
تبلغ مساحته 200 متر (660 قدم) ويبلغ قطره حوالي 5 متر (16 قدم). يقع على بعد 3.5 كيلومتر (2.2 ميل) جنوب شرق لارسا في محافظة ذي قار، جنوب العراق، تتميز بيئته بدرجات حرارة يمكن أن تصل إلى أكثر من 50 درجة مئوية في الصيف.